# Burneyville
Burneyville est une census-designated place du comté de Love, dans l'État d'Oklahoma, aux États-Unis. En 2020, elle compte une population de 815 habitants.